# Suthin Iamsaard
Suthin Iamsaard (* 30. April 1990) ist ein thailändischer Fußballspieler.

## Karriere
Suthin Iamsaard stand bis Ende 2013 beim Samut Songkhram FC unter Vertrag. Wo er vorher gespielt hat, ist unbekannt. Der Verein aus Samut Songkhram spielte in der ersten Liga des Landes, der Thai Premier League. 2013 absolvierte er für Samut zwölf Erstligaspiele. Wo er von 2014 bis 2018 spielte, ist unbekannt. Die Saison 2019 stand er beim Hua Hin City FC unter Vertrag. Der Verein aus Hua Hin spielte in der vierten Liga, der Thai League 4. Hier trat Hua Hin in der Western Region an. 
Seit Anfang 2020 ist Suthin Iamsaard vertrags- und vereinslos.